# 農用地の土壌の汚染防止等に関する法律
農用地の土壌の汚染防止等に関する法律（のうようちのどじょうのおせんぼうしとうにかんするほうりつ、昭和45年12月25日法律第139号）は、農用地の土壌の特定有害物質による汚染の防止および除去ならびにその汚染に係る農用地の利用の合理化を図るために必要な措置を講ずることにより、人の健康をそこなうおそれがある農畜産物が生産され、または農作物等の生育が阻害されることを防止し、もって国民の健康の保護および生活環境の保全に資すること（第1条）に関する日本の法律である。農用地汚染防止法または土染法とも呼ばれている。
1970年12月25日公布、1971年6月5日施行。

## 沿革
日本において、初めて土壌汚染が注目されたのは、明治10年代の渡良瀬川流域（栃木県・群馬県）の足尾銅山からの鉱毒水（主に製錬（鉱石から銅の抽出）に伴う排水）により、有害物質を含む河川水を灌漑水として利用していた水田への土壌汚染である（足尾鉱毒事件：稲の立ち枯れの発生）。この事件での田中正造（当時、衆議院議員）の活動は名高い。足尾鉱毒事件発生当時、その対策は農民への個別対応であったため、包括した土壌汚染や農用地汚染一般に適用される法律は策定されなかった。
「農用地の土壌の汚染防止等に関する法律」制定の直接のきっかけは、1968年、神通川流域（富山県）において、イタイイタイ病が発生したことである。イタイイタイ病は、神岡鉱山からの排水に含まれていたカドミウムによって河川水が汚染され、それを灌漑水として利用していた農地が汚染され、その上でこの農地で生産されたコメを摂取したことによる慢性中毒を原因とする公害病である。1970年、この公害事件を受けて国は、公害対策基本法（現行、環境基本法）に「土壌汚染」を追加するとともに、「農用地の土壌の汚染防止等に関する法律」を制定した。
この法律は農用地に限定されている。有害物質を使用している施設（水質汚濁防止法に定める特定施設等）の敷地（土地）については、「土壌汚染対策法（平成14年法律第53号）」（2003年2月15日施行）により、発生している汚染の対策が行われている。

## 内容
本法では、以下の3種の特定有害物質による農用地汚染を対象とする。
1. カドミウム及びその化合物
2. 銅及びその化合物
3. 砒素及びその化合物

都道府県知事は、これらの特定有害物質によって農用地が汚染されたと認めたときは、農用地土壌汚染対策地域に指定し、農用地土壌汚染対策計画を定める。都道府県知事と市町村長は、計画に基づいて、排土・客土・水源転換・転用等の対策事業を行う。対策事業によって土壌汚染が解消したときには、都道府県知事によって対策地域指定を解除する。
主務官庁は環境省、農林水産省。

## 課題
日本の米に含まれるカドミウムの基準は世界的に見て非常に緩いものであり、今後世界的な基準が厳しくなる中で農用地の土壌汚染対策地域は拡大される。